# Isiboroa hamelae
Espèce
Isiboroa hamelae est une espèce d'araignées mygalomorphes de la famille des Theraphosidae.

## Distribution
Cette espèce est endémique du département de Cochabamba en Bolivie,. Elle se rencontre dans la Serranía de Mosetenes dans le territoire indigène et parc national Isiboro-Sécure.

## Description
Le mâle holotype mesure 29,2 mm et la femelle paratype 35,0 mm.

## Systématique et taxinomie
Cette espèce a été décrite par Gabriel, Sherwood & Pérez-Miles, 2023.

## Étymologie
Cette espèce est nommée en l'honneur d'Ana Caroli Hamel-Leigue. 

## Publication originale
- Gabriel, Sherwood & Pérez-Miles, 2023 : « Four new species and two new genera of theraphosid spider from Bolivia (Araneae: Theraphosidae). » Arachnology, vol. 19, no 6, p. 944-951.